# Nagarpur
Nāgarpur är en ort i Bangladesh.   Den ligger i provinsen Dhaka, i den centrala delen av landet, 70 km nordväst om huvudstaden Dhaka. Nāgarpur ligger 15 meter över havet och antalet invånare är 238 422.
Terrängen runt Nāgarpur är mycket platt. Runt Nāgarpur är det mycket tätbefolkat, med 1 177 invånare per kvadratkilometer.. Det finns inga andra samhällen i närheten.
Trakten runt Nāgarpur består till största delen av jordbruksmark.